# Moussoulens
Moussoulens là một xã của Pháp, nằm ở tỉnh Aude trong vùng Occitanie.
Người dân địa phương trong tiếng Pháp gọi là Moussoulenois.

## Hành chính
| Danh sách các xã trưởng                |           |                |      |                       |
| Giai đoạn                              | Giai đoạn | Tên            | Đảng | Tư cách               |
| tháng 3 năm 2001                       |           | Michel Escande | PS   | Tổng ủy viên hội đồng |
| Tất cả các dữ liệu trước đây không rõ. |           |                |      |                       |

## Thông tin nhân khẩu
| 1793 | 1800 | 1806 | 1821 | 1831 | 1836 | 1841 | 1846 | 1851 |
| ---- | ---- | ---- | ---- | ---- | ---- | ---- | ---- | ---- |
| 436  | 484  | 553  | 520  | 539  | 566  | 531  | 537  | 535  |

| 1856 | 1861 | 1866 | 1872 | 1876 | 1881 | 1886 | 1891 | 1896 |
| ---- | ---- | ---- | ---- | ---- | ---- | ---- | ---- | ---- |
| 562  | 450  | 419  | 395  | 480  | 510  | 502  | 488  | 532  |

| 1901 | 1906 | 1911 | 1921 | 1926 | 1931 | 1936 | 1946 | 1954 |
| ---- | ---- | ---- | ---- | ---- | ---- | ---- | ---- | ---- |
| 540  | 536  | 544  | 495  | 511  | 515  | 515  | 473  | 451  |

| 1962                                         | 1968 | 1975 | 1982 | 1990 | 1999 | 2004 | - | - |
| -------------------------------------------- | ---- | ---- | ---- | ---- | ---- | ---- | - | - |
| 467                                          | 519  | 498  | 546  | 613  | 709  | 784  | - | - |
| Số liệu kể từ 1962 : dân số không tính trùng |      |      |      |      |      |      |   |   |

Graphique de l'évolution de la population 1794-1999